# Pharaphodius profundus
Pharaphodius profundus är en skalbaggsart som beskrevs av Schmidt 1911. Pharaphodius profundus ingår i släktet Pharaphodius och familjen Aphodiidae. Inga underarter finns listade i Catalogue of Life.